# Pablo Ozuna
Pablo José Ozuna (nacido el 25 de agosto de 1974 en Boca Chica) es un utility player dominicano que jugó en las Grandes Ligas de Béisbol. Durante su carrera de Grandes Ligas, ha jugado para los Marlins de la Florida (2000, 2002), los Rockies de Colorado (2003), los Medias Blancas de Chicago (2005-2008), y los Dodgers de Los Ángeles.

## Carrera

### St. Louis Cardinals
Originalmente firmado por los Cardenales de San Luis en 1996, Ozuna pasó dos años en el farm system de los Cardenales antes de ser negociado junto con Braden Looper y Armando Almanza a los Marlins de Florida por Edgar Rentería el 14 de diciembre de 1998.

### Florida Marlins
Ozuna pasaría cuatro años con la organización de los Marlins antes de ser cambiado de nuevo. Esta vez lo canjearon junto con Charles Johnson y Vic Darensbourg  a los Rockies de Colorado por Mike Hampton y Juan Pierre el 16 de noviembre de 2002. En 48 partidos con Florida, Ozuna tuvo 21 hits en 71 turnos al bate para un promedio de bateo de .295.

### Colorado Rockies
Ozuna pasó un año con los Rockies de Colorado. En 17 partidos, tuvo 8 hits en 40 turnos al bate para un promedio de bateo de .200. Fue liberado el 14 de diciembre de 2003.

### Chicago White Sox
Ozuna firmó con los Medias Blancas de Chicago el 19 de enero de 2005. Apareció en 70 juegos (récord personal) y también tuvo otro récord personal con 203 turnos al bate, 56 hits, y 11 carreras impulsadas. Ozuna también tuvo 14 bases robadas incluyendo un robo de home. Fue llamado nuevamente en el 2006 y el 3 de mayo de 2006, bateó el primer jonrón de su carrera, un batazo en solitario, para empatar el partido con dos outs en el noveno inning contra el lanzador Eddie Guardado de los Marineros de Seattle.
El 12 de octubre de 2005, durante el Juego 2 de la Serie de Campeonato de la Liga Americana, AJ Pierzynski avanzó a primera base en un controversial tercer strike. Ozuna corrió como emergente de Pierzynski, robando la segunda base en el segundo lanzamiento que le hicieron a Joe Crede. Ozuna anotó la carrera ganadora del juego de un doble de Crede para terminar el polémico juego. Fue uno de los dos juegos en el que Ozuna apareció durante la postemporada mientras los Medias Blancas ganaron la Serie Mundial (el otro fue la noche anterior).
El 3 de mayo de 2006, Ozuna conectó un jonrón en un juego empatado y con 2 outs en la parte baja de la novena entrada, forzando el juego a entradas extras después de un salvamento desperdiciado por el cerrador Cliff Politte. En la parte baja de la entrada 11, Ozuna dio otro hit con dos outs. Su batazo permitió a Juan Uribe ir al bate y batear la carrera del triunfo con un elevado corto al jardín izquierdo.
En 2007, Ozuna se lesionó en un partido contra Tampa Bay en la apertura del primer inning.
Ozuna fue designado para asignación el 8 de julio de 2008, y liberado el 16 de julio.

### Los Angeles Dodgers
El 20 de julio de 2008, firmó con los Dodgers de Los Ángeles para el resto de la temporada. En su primer partido con los Dodgers, fue puesto como corredor emergente por Andy LaRoche después de que LaRoche diera un sencillo productor de una carrera contra los Diamondbacks de Arizona en la parte superior de la novena entrada con dos. Matt Kemp dio un doble productor, empatando el juego. Los Dodgers finalmente ganaron el partido y empataron con Arizona en el primer puesto en la División Oeste de la Liga Nacional.
El 19 de septiembre de 2008, conectó el tercer jonrón de su carrera.

### Philadelphia Phillies
El 15 de enero de 2009, Ozuna firmó un contrato de ligas menores con una invitación a los entrenamientos de primavera con los Filis de Filadelfia, pero comenzó la temporada con el equipo AAA Lehigh Valley IronPigs. El 11 de junio, fue suspendido 50 partidos por violar el Programa de Tratamiento y Prevención de Drogas de las Grandes Ligas. Fue puesto en libertad el 8 de agosto de 2009.

### Newark Bears
El 9 de julio de 2010, Ozuna firmó un contrato con los Newark Bears de la independiente Liga del Atlántico. Jugó en 28 partidos para los Newark Bears, bateando .294.

## Vida privada
Es primo del jugador de béisbol de los Bravos de Atlanta
Marcell Ozuna